# Theodor Gérold
Theodor Gérold, född den 26 oktober 1866, död den 15 februari 1956, var en fransk-tysk musikhistoriker.
Gérold blev 1916 privatdocent i musikhistoria vid Basels universitet. År 1919 anställdes han vid det nya, franskspråkiga,  universitetet i Strasbourg. 
Gérold skrev om den franska sångkonstens historia, om gammalfranska chansons och psalmer samt monografier över Franz Schubert och Johann Sebastian Bach.